# Salesianen van Don Bosco
Met de Salesianen wordt de religieuze congregatie Salesianen van Don Bosco bedoeld (Latijn: Societas Salesiana Sancti Joannis Don Bosco, afgekort tot SDB). De stichter van de congregatie was de heilige Giovanni Don Bosco (1815–1888). Hij wilde een alternatief bieden voor, en een tegenwicht tegen, de invloed van het liberalisme op de publieke en individuele moraal, die halverwege de 19e eeuw steeds meer werd geproblematiseerd door de Kerk (zie bijvoorbeeld de pauselijke encycliek Quanta Cura en de Syllabus Errorum uit 1864).

## Geschiedenis
In 1854 verklaarde Don Bosco dat hij zijn jeugdwerk voortaan een duidelijk profiel gaf, met de mededeling dat "Maria wenst dat wij een gemeenschap stichten. Ik heb besloten dat wij onszelf Salesianen noemen en onder de bescherming van Franciscus van Sales stellen". In 1857 stelde Don Bosco een aantal regels en richtlijnen op voor de zich uitkristalliserende beweging. In 1859 werd door Don Bosco de r.-k. congregatie van Salesianen gesticht voor de opvoeding van de verwaarloosde jeugd, welke uiteindelijk in 1874 door Paus Pius IX werd erkend. In 1872 werden door Don Bosco en Maria Domenica Mazzarello de Dochters van Maria Hulp der Christenen gesticht. De Salesianen vestigden zich voor het eerst in België in 1891 en in Vlaanderen in 1896.

## Organisatie
De Salesianen telden in 2003 bijna 17.000 geprofeste mannen van de Gemeenschap van Don Bosco, 15.000 Dochters van Maria Hulp der Christenen en duizenden actieve leken. Het is momenteel de omvangrijkste katholieke religieuze beweging, die zich vooral op de jeugd richt door middel van onderwijs en sociale activiteiten. De algemeen overste van de Salesianen is don Angél Fernández Artime.
Eind 2017 waren er in Vlaanderen nog 118 Salesianen. Hiermee vormden zij de derde grootste mannelijke congregatie van Vlaanderen.

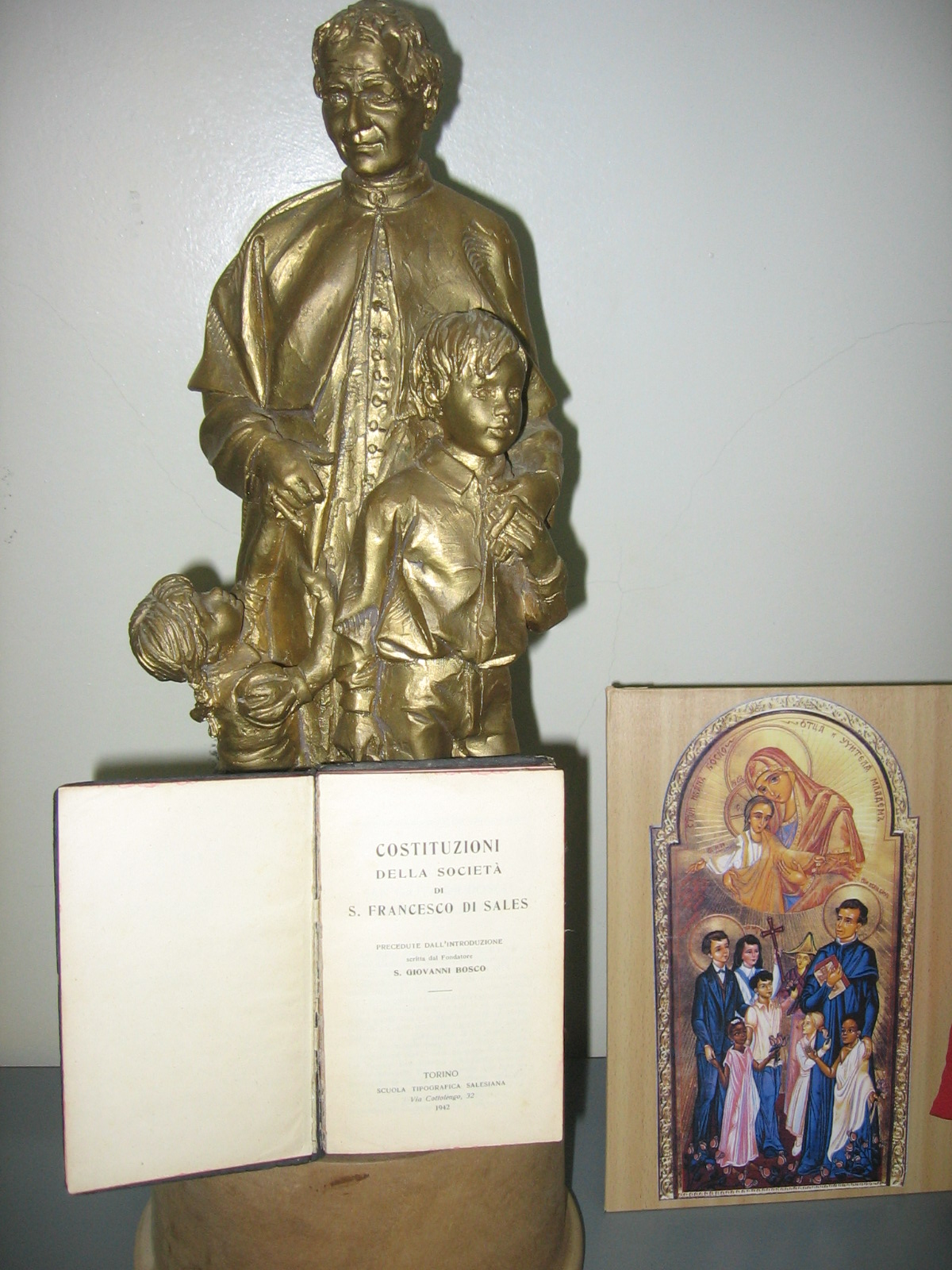
De regel van de Salesianen van Don Bosco

## Bekende Salesianen
Heiligen:
- Giovanni Bosco (1815–1888)
- Maria Domenica Mazzarello (1837–1881)
- Domenico Savio (1842–1857)
- Michele Rua (en) (1837–1910)
- Luigi Versiglia (en) (1873–1930)
- Callisto Caravario (1903–1930)

Kardinalen:
- August Hlond (1881–1948), aartsbisschop van Gniezno-Warschau
- Raul Silva Henriquez (en) (1907–1999), aartsbisschop van Santiago de Chile, ijveraar voor de mensenrechten t.t.v. de Chileense dictatuur
- Antonio María Javierre (1921–2007), voormalig kardinaal van de Romeinse Curie
- Joseph Zen (1932–), oud-bisschop van Hong Kong
- Raffaele Farina (1933–), president van de commissie die de Vaticaanse Bank (OIR) onderzoekt
- Rosalio Castillo Lara, (1922–2007), Venezuela, curiekardinaal, tegenstander Hugo Chávez
- Tarcisio Bertone (1934–), staatssecretaris onder Paus Benedictus XVI
- Óscar Andrés Rodríguez Maradiaga (1942–), aartsbisschop van Tegucigalpa, Honduras

Bisschoppen:
- Johannes ter Schure (1922–2003), bisschop van Den Bosch
- Ad van Luyn (1935–), bisschop van Rotterdam
- Vincenzo Savio (1941–2004), Italiaans bisschop van Belluno-Feltre
- Lucas Van Looy (1941–), bisschop van Gent
- Oscar Vian Morales (1947–2018), aartsbisschop van Guatemala
- Carlos Belo (1948–), bisschop van Oost-Timor, Nobelprijs voor de Vrede
- Luigi Secco (1947–), bisschop van Bisdom Willemstad
- Albert Vanbuel (1940–), bisschop-emeritus van Kaga-Bandoro
- Cristóbal López Romero (1952-), aartsbisschop van Rabat

Bekende ex-Salesiaan
- Jean-Bertrand Aristide (1953–), verliet het priesterambt en de congregatie en werd president van Haïti in drie periodes van 1991-2004

## Seksueel misbruik

### Nederland
Nadat de commissie-Deetman namens en voor de Nederlandse Rooms-Katholieke Kerk een onderzoek instelde naar seksueel misbruik binnen de kerk kwamen er in 2010 en 2011 berichten over betrokkenheid bij seksueel misbruik van ten minste een priester van de congregatie en over het lidmaatschap van het bestuur van Vereniging MARTIJN (de inmiddels verboden vereniging voor pedofielen) van een andere priester. Beiden woonden op dat moment in een klooster-bejaardentehuis in Alverna in de gemeente Wijchen. De eerste priester werd nog op hoge leeftijd omtrent het misbruik ondervraagd door een officier van justitie aangezien het hem verweten misbruik op dat moment nog niet was verjaard. Kort na diens verhoor overleed de priester. De andere priester bleek op invalbasis werkzaam te zijn voor de parochie in Wijchen toen zijn bestuurslidmaatschap van MARTIJN bekend werd. Hierop werd de samenwerking met hem verbroken. Nadat de hoogste leider van de congregatie binnen Nederland dit bestuurslidmaatschap bleek te bagatelliseren is op voorspraak van burgers vanuit de leiding van de provincie te België een einde gemaakt aan de nog beperkte autonomie van de subprovincie in Nederland. De betreffend leider werd naar Vlaanderen overgeplaatst en verloor daarmee ook zijn aanstelling binnen het aartsbisdom.

#### Eindrapport Deetman
In december 2011 verscheen het eindrapport van de commissie-Deetman over seksueel misbruik binnen de Rooms-Katholieke Kerk. Bevinding 13d in hoofdstuk 6 van dit rapport (pagina's 276 en 277) heeft betrekking op de Salesianen van Don Bosco. Geconstateerd wordt dat in de periode 1945-2000 tussen de 71 en 82 Salesianen kinderen hebben misbruikt. Op een totaal van 450 Salesianen in diezelfde periode, betekent dit dat 15 tot 18 procent van deze paters en broeders zich schuldig heeft gemaakt aan seksueel misbruik van minderjarigen. Hoewel dit moeilijk te documenteren valt, is het erg waarschijnlijk dat er een doofpotcultuur over deze zaken bestond. De normen en voorschriften van de congregatie in gevallen van misbruik waren weliswaar streng, maar werden in de praktijk met grote soepelheid toegepast.

### België
In het strafonderzoek Operatie Kelk naar schuldig verzuim door kerkelijke oversten waren onder de verdachten van schuldig verzuim twee paters Salesianen van Don Bosco. Het strafonderzoek begon op 24 juni 2010, maar het federaal parket liet op 5 april 2016 weten dat volgens hen de feiten zijn verjaard en niemand dus kan worden vervolgd.